# Milenko Vesnić
Milenko Vesnić (Dunišić, 13. veljače 1863. – Pariz, 15. svibnja 1921.), srpski političar i diplomat, član Narodne radikalne stranke. Predsjednik Vlade Kraljevine SHS od 16. svibnja 1920. do 1. siječnja 1921.
Doktorirao je pravo u Münchenu 1888. Bio je profesor međunarodnog prava, zastupnik u srbijanskoj skupštini i ministar prosvjete; srpski diplomat u Istanbulu, Rimu, Parizu i Washingtonu; predstavnik Kraljevine Srbije u mirovnim pregovorima u Londonu i Versaillesu. 1892. pokrenuo je časopis Pravnik. Govorio je francuski, njemački, talijanski i engleski jezik.